# アレステア・レナルズ
アレステア・プレストン・レナルズ（Alastair Preston Reynolds、1966年3月13日 - ）は、ウェールズ出身のSF作家。特にハードSFとスペースオペラを得意とする。

## 経歴
1966年、南ウェールズ地方バリーに生まれる。幼少期はコーンウォールで過ごし、大学入学前にウェールズに戻った。ニューカッスル大学で物理学と天文学を学んだ。その後、セント・アンドルーズ大学でPh.D.を取得。1991年、オランダのノールトワイクに移り住み、妻となるジョゼット・サンチェス（フランス人）と出会った。そこで彼は欧州宇宙機関の一部門である欧州宇宙技術センターに勤務した。2004年専業作家となるため、同センターを退職。

## 執筆活動と作風
レナルズは1990年に最初のSF短篇を発表した。それ以降、2007年までに12本以上の短篇と6本の長篇を発表している。作風はハードSF的考証に裏打ちされたスペースオペラであり、物理学や天文学の知識を駆使している。また、雰囲気が暗いのも特徴といえる。最初の4本の長篇といくつかの短篇は同じ作品世界（未来史）を舞台としており、処女長篇『啓示空間』の題名をとって啓示空間シリーズ（Reveration Space）と呼ばれる（ただし、作品世界そのものは長篇の前にいくつかの短篇に登場している）。ただしこのシリーズでは、同じ主人公が複数の作品で主人公となることがほとんどない。ある作品の主人公が属する陣営と別の作品の主人公が属する陣営は敵対関係だったり、あまり友好的でなかったりする。一般にSFの描く未来は、非常に楽観的か、ディストピアを描くものだが、レナルズの描く未来では特にどちらかの方向に強調されるということはない。技術は進歩しているが現代と同様に情勢の曖昧さや残酷さが存在し、汚職とチャンスのある世界が描かれている。
《啓示空間》シリーズはだいたい 2050年から 2700年までを舞台とした作品から構成されている。この世界では、恒星間航行は燃料を消費しない推進システムが利用されている。超光速航法もあるが、悲惨な結果となったため、異星人も含めて誰も使っていない。異星人は存在しているが、互いに接触を避けている。
Century Rain は《啓示空間》シリーズとは関係ない未来を描いている。ワームホール（またはスターゲート）による超光速航法が可能となっている世界である。本作は作品内の最新科学に不案内な主人公を設定し、ストーリーを単純化している点で、それまでのレナルズの作品とは一線を画している。これまでの作品は、主人公がその世界を熟知していて（つまり読者への説明がない）、ストーリーも同時期の話とは限らない複数の流れをカットバックで繋ぐ手法だった。
Pushing Ice も独立した作品で、長篇としては最も近未来の話である。
最新作 The Perfect は再び《啓示空間》シリーズものである。ただし『カズムシティ』と同様、話としては独立している。本作はイギリスで2007年4月2日に刊行予定。
2012年4月14日(土)・15日(日)横浜開港記念会館で開催のSFコンベンション「はるこん2012」http://www.hal-con.net/　のゲスト・オブ・オナーとして初来日。
また、ハヤカワSFシリーズを模したファンジン「ハルコンSFシリーズ2012」はレナルズ日本未訳短編集としてコンベンション当日に発刊された。

## 作品リスト

### 《啓示空間》シリーズ
- 『啓示空間』（Revelation Space (2000)、中原尚哉訳、ハヤカワSF文庫） 2005
- 『カズムシティ』（Chasm City (2001)、中原尚哉訳、ハヤカワSF文庫） 2006 - 2002年英国SF協会賞受賞
- 『量子真空』 (Redemption Ark (2002)、中原尚哉訳、ハヤカワSF文庫） 2008
- Absolution Gap (2003)
- The Prefect (2007)
- Inhibitor Phase(2021)
- 短編集
  - 『火星の長城』 (Great Wall of Mars、中原尚哉訳、ハヤカワSF文庫、レヴェレーション・スペース1） 2007
  - 『銀河北極』 (Galactic North、中原尚哉訳、ハヤカワSF文庫、レヴェレーション・スペース2） 2007

### その他長編
- Century Rain (2004)
- Pushing Ice (2005)
- House of Suns (2008)

### インターネット上で無料公開された短篇
- "エウロパのスパイ（A Spy in Europa）" - 『90年代SF傑作選（上）』（ハヤカワ文庫）、中原尚哉（訳）、 ISBN 978-4-15-011394-0
- "スパイリーと漂流塊の女王（Spirey and the Queen）" - SFマガジン 2002年9月号に掲載、中原尚哉（訳）
- "Fresco"
- "The Big Hello"

### インタビュー
- インタビュー by Roger Deforest at HardSF.net (2006年)